# Vremuri grele la El Royale
Vremuri grele la El Royale (titlu original: Bad Times at the El Royale) este un film american din 2018 co-produs și regizat de Drew Goddard. Este creat în genurile neo-noir thriller. Rolurile principale au fost interpretate de actorii Jeff Bridges, Cynthia Erivo, Dakota Johnson, Jon Hamm, Cailee Spaeny, Lewis Pullman, Nick Offerman și Chris Hemsworth. Scenariul este scris de Goddard.
A avut premiera la Fantastic Fest la 27 septembrie 2018.

## Prezentare
Are loc în anul 1969 și prezintă șapte străini și secretele lor întunecate, în timp ce petrec o noapte la un hotel dubios împărțit în două de granița dintre statele americane California și Nevada.

## Distribuție
- Jeff Bridges - Donald "Dock" O'Kelly / Daniel Flynn, un tâlhar care se îmbracă ca preot.
- Cynthia Erivo- Darlene Sweet, o cântăreață care se zbate pentru afirmare.
- Dakota Johnson - Emily Summerspring, o femeie care încearcă să-și salveze sora din cultul lui Billy.
  - Hannah Zirke - tânăra Emily
- Jon Hamm - Dwight Broadbeck / Seymour 'Laramie' Sullivan, un agent sub acoperire al FBI, care se prezintă ca vânzător de bunuri de uz casnic.
- Cailee Spaeny - Rose Summerspring, sora Emiliei și complicele lui Billy Lee.
  - Charlotte Mosby - tânăra Rose
- Lewis Pullman - Miles Miller,  fost lunetist în războiul din Vietnam și acum este unicul angajat lăsat la hotelul El Royale.
  - Austin Abell - tânărul Miles
- Chris Hemsworth - Billy Lee, liderul carismatic al unui cult
- Nick Offerman - Felix O'Kelly,  fratele lui Dock și partenerul lui de infracțiuni.
- Xavier Dolan - s Buddy Sunday,  un producător de muzică care o concediază pe Darlene din cauza reducerilor bugetare.
- Shea Whigham - Dr. Woodbury Laurence, medicul închisorii care îl diagnostichează pe Dock O'Kelly.
- Mark O'Brien - Larsen Rogers, complicele lui Dock și Felix.
- Charles Halford - Sammy Wilds, colegul lui Dock din celula de la închisoare.
- Jim O'Heir - Milton Wyrick, prezentatorul la spectacolul lui Darlene din Reno.
- Manny Jacinto - Waring "Wade" Espiritu, membru al cultului lui Billy Lee.
- Alvina August - Vesta Shears, o cântăreață care o înlocuiește pe Darlene.
- Gerry Nairn - Paul Kraemer, un reporter.
- William B. Davis -  judecătorul Gordon Hoffman, cel care îl condamnă pe Dock.

## Producție
Filmările au început la 29 ianuarie 2018 în Vancouver, British Columbia. În februarie s-a filmat în Burnaby.
Hotelul El Royale din film este asemănător cu fostul hotel denumit Cal Neva Lodge & Casino. Cheltuielile de producție s-au ridicat la 32 milioane $.

## Lansare și primire
A avut încasări de 31,6 milioane $. Bad Times at the El Royale a avut premiera la Fantastic Fest la 27 septembrie 2018 și în cinematografele SUA la 12 octombrie 2018. Încasările au fost puțin mai mici decât bugetul filmului, a fost lădudat de criticii de film pentru jocul actorilor și pentru scenariul și regia lui Goddard, însă unii critici au fost nemulțumiți de durata prea mare a filmului, de 142 de minute.